# Vega de Tera
Vega de Tera est une municipalité espagnole de la communauté autonome de Castille-et-León et de la province de Zamora. En 2015, elle compte 385 habitants et  311 habitants au 1er janvier 2022.

## Localisation et climat
Vega de Tera est située à l'extrémité ouest du plateau castillan (Meseta Iberica) à une altitude d'environ 770 m . Le Río Tera borde la commune au sud. L' autoroute A-52 traverse la commune . Dans la direction sud-sud-est, la capitale provinciale, Zamora, se trouve à 66 km .
Le climat continental tempéré est rarement influencé par l'Atlantique

## Démographie
| Année      | 1970 | 1981 | 1991 | 2001 | 2011 | 2021 | 2022 |
| Population | 517  | 440  | 411  | 373  | 550  | 360  | 311  |